# 高颺
高 颺（こう よう、生没年不詳）は、北魏の宣武帝の外祖父。字は法脩。高句麗の出身。本貫は渤海郡蓨県。

## 経歴
高句麗に生まれた。孝文帝の初年、弟の高乗信や同郷の韓内・冀富らとともに北魏に入国した。厲威将軍の号を受け、河間子の爵位を受けた。娘の高照容が孝文帝の後宮に入って寵愛を受け、宣武帝を生んだ。
景明初年に左光禄大夫の位を追贈され、渤海郡公に追封された。諡は敬といった。
妻の蓋氏は清河郡君に追封された。嫡孫の高猛が渤海郡公の爵位を嗣いだ。

## 子女
- 高氏（遼東郡君）
- 高琨（渤海郡公）
- 高偃（? - 486年、字は仲游、早世。宣武帝の皇后高英の父）
- 高寿（早逝）
- 高肇
- 高照容（文昭皇太后）
- 高顕（侍中・高麗国大中正、澄城郡公）

## 伝記資料
- 『魏書』巻83下 列伝第71下
- 『北史』巻80 列伝第68